# Lucas Neill
Lucas Neill (Sydney, 9 maart 1978) is een Australisch voormalig voetballer van Ierse afkomst.

## Clubcarrière
Neill groeide op in Australië, maar speelde daar nooit voor een profclub. Hij begon zijn loopbaan in 1995 bij Millwall FC. In 2001 maakte Neill de overstap naar Blackburn Rovers. Na zijn goede prestaties op het WK 2006 stond de verdediger in de belangstelling van topclubs als Chelsea FC, Liverpool FC en FC Barcelona, waar voormalig Australisch assisent-bondscoach Johan Neeskens werkzaam was. Het kwam uiteindelijk echter niet tot een transfer en in januari 2007 werd Neill gecontracteerd door West Ham United. Hij tekende op 14 januari 2010 een contract voor anderhalf jaar bij Galatasaray. In augustus 2011 ging hij voor Al-Jazira Club spelen. Daarna kwam hij uit voor Al-Wasl Club, Sydney FC en Omiya Ardija. Sinds begin 2014 speelt hij voor Watford FC dat hem in maart voor een maand verhuurd aan Doncaster Rovers.

## Interlandcarrière
Neill maakte zijn debuut voor het Australisch nationaal elftal in oktober 1996 een oefenwedstrijd tegen Saoedi-Arabië. Hij behoorde tot de selecties van de Socceroos voor de Olympische Spelen 2004, de FIFA Confederations Cup 2005 en het WK 2006. Neill speelde op het WK alle wedstrijden van Australië. In de achtste finale tegen de latere wereldkampioen Italië beging Neill vlak voor tijd een lichte overtreding op Fabio Grosso in het strafschopgebied, waarna Francesco Totti uit de toegekende strafschop het enige doelpunt van de wedstrijd maakte. Hij behoorde tot de selectie voor de Azië Cup 2007, het eerste Aziatische toernooi waaraan Australië deelnam na de overstap van de OFC naar de AFC in januari 2007.